# Hoós János (közgazdász)
| Hoós János                                | Hoós János                                |
| Kattints az alábbi külső linkek egyikére! | Kattints az alábbi külső linkek egyikére! |
| ----------------------------------------- | ----------------------------------------- |
| Nem található szabad kép.(?)              |                                           |
| külső link · jogvédett                    | Hoós János. KSH Könyvtár. 2024            |

Hoós János (Szombathely, 1938. február 23. – Budapest, 2014. május 15.) közgazdász, statisztikus, egyetemi tanár. Az Országos Tervhivatal elnöke 1987 és 1989 között, a Központi Statisztikai Hivatal elnöke 1989-től 1990-ig. A közgazdasági tudományok kandidátusa, a közgazdaság-tudományok doktora.

## Élete
…viszonylag nagyon magasra jutottam a társadalmi mobilitás ranglétráján, hisz anyám mosónő volt, apám meg kétkezi, szakképzetlen rakodómunkás. Így hát éltem mély szegénységben, de az anyagi és kulturális jómód, gyakran a luxus is életem kísérője volt – miként emberi, baráti kapcsolataim mindig is élők voltak nemcsak a vezető értelmiségiekkel, politikusokkal, magas beosztású állami tisztviselőkkel, de az anyámhoz és apámhoz hasonló munkásemberekkel is.

### Iskolai végzettségei
A középiskolai tanulmányainak befejezése után 1956-tól 1960-ig a Marx Károly Közgazdaságtudományi Egyetemen tanult közgazdász szakon. 1965-ben Ford-ösztöndíjjal az Amerikai Egyesült Államokban járt. 1970-ben a közgazdasági tudományok kandidátusa, 1980-ban a közgazdaság-tudományok doktora címet szerzett.
Angolból felsőfokú nyelvvizsgát teljesített.

### Szakmai pályafutása
1960 és 1961 között a Marx Károly Közgazdaságtudományi Egyetemen a Népgazdaság tervezése tanszéken gyakornok, 3 évig főállású tanársegéd, majd ugyanitt 1964-től 1968-ig adjunktus.
1968 és 1977 között az MSZMP KB Gazdaságpolitikai Osztályának munkatársa, két évig az osztályvezető-helyettese, 1978-tól 1980-ig osztályvezetője.
1980-tól az MSZMP KB Gazdaságpolitikai, 1987-től a Gazdaságfelügyeleti és a Honvédelmi Bizottság tagja volt.
1980. július 1-jétől az Országos Tervhivatal elnökhelyettese (államtitkárként), majd 1987 december 16-tól 1989. május 10-ig elnöke.
1989. május 10-én – a Németh-kormány idején – kinevezték a KSH elnökének, államtitkári rangban. Ezt a tisztségét 1990. június 20-ig töltötte be.
1989-től a Nemzetközi Népesedési Fórum európai regionális munkacsoport alelnöke volt.
1990-től a Budapesti Közgazdaságtudományi Egyetem tudományos tanácsadója, 1991-től egyetemi tanára.
Szakértője, tanácsadója volt 1991-től 2004-ig a pénzügyi modellalkotás területén a Pénzügyminisztériumnak.
Vendégprofesszor volt a Columbia University-n, Stockholmban és Löwenben. 2000-től 2003-ig Széchenyi professzori ösztöndíjas. Kutatási területe: gazdasági előrejelzési módszerek és modellek, gazdaságpolitika, közösségi közgazdaságtan, globalizáció.
Oktatói, kutatói és hivatali munkám során módom volt – Ausztrália kivételével – bejárni az egész világot és olyan államférfiakkal is tárgyalni és találkozni, mint Castro, Gorbacsov – természetesen személyesen is ismertem az ún. Kádár-rendszer vezetőit.

### Tagságai
- Jövőkutatási Bizottság tagja (1995–2008)
- MKT Fejlődésgazdaságtani Szakosztály elnöke (2000–2008)
- University Council for Economic and Management Education Transfer (UCEMET) alelnöke (2005–2008)
- Journal of Transformarming Economies and Societies (EMERGO) szerkesztőbizottság tagja (2005–2008)

## Művei
Számos publikációja, könyve jelent meg, elsősorban a gazdasági növekedés, gazdaságirányítás kérdésével kapcsolatban.
- A gazdasági növekedés alapvető tényezői (Közgazdasági és Jogi Könyvkiadó ma a Wolters Kluwer része,[4] 1970 [5]Egyetemi Nyomda)[6][7]

- Műszaki fejlődés - Struktúraváltozás - Gazdaságirányítás (Kossuth Kiadó, 1976)[8] ISBN 9630905280
- Az MSZMP gazdaságpolitikai célkitűzései, az V. ötéves terv fő feladatai (MÉM Mérnök- és Vezetőtovábbképző Intézet, 1976)[9]
- Beruházások a szocialista gazdaságban (Kossuth Könyvkiadó, 1978)[10] ISBN 9630910713
- Gazdaság és gazdaságpolitika (Kossuth Könyvkiadó, 1980)[11] ISBN 9630917556
- Gazdaságfejlődésünk új növekedési pályájáról (Gazdaság, 1982, 16. évfolyam 2. szám 7-20. oldal)
- Fejlődési lehetőségek és dilemmák a nyolcvanas években (Gazdaság, 1984, 18. évfolyam 1. szám 5-24. oldal)
- A szocializmus politikai gazdaságtana 1984/1985. (társszerzők: Molnár József, Németh Miklós, Bodnár Lajosné, Horváth László)[12]
- Az új növekedési pálya feltételei és követelményei (Közgazdasági és Jogi Könyvkiadó, Budapest, 1985)[13]
- Szelektív fejlesztés - struktúrapolitika (Kossuth Könyvkiadó, Budapest, 1988)[14] ISBN 9630932490
- Közgazdász-világkongresszus (Közgazdasági Szemle, 1993, 40. évfolyam 4. szám, 376-378)[15]
- A közösségi döntési rendszer (Aula, Budapest, 2002)[16] ISBN 9639478083
- A magyar gazdaság növekedésének 2004. évi és távolabbi kilátásai (Cégvezetés 3., 2004, 68-71. oldal)
- A magyar gazdaság hosszú távon fenntartható növekedési és egyensúlyi pályára állításának követelményei és lehetőségei (Társadalom és Gazdaság 1., 2006, 61-98. oldal)
- A magyar gazdaság tartósan fenntartható növekedési és egyensúlyi pályára állításának következményei (Magyar Tudomány 9., 2007, 1140-1144. oldal) Online változat